# Район Кіта (Сайтама)

35°51′42″ пн. ш. 139°38′43″ сх. д. / 35.86167° пн. ш. 139.64528° сх. д.
Райо́н Кіта́ (яп. 北区, きたく, МФА: [ki̥ta ku̥], «Півінічний район») — район міста Сайтама префектури Сайтама в Японії. Станом на 1 жовтня 2008 площа району становила 16,91 км². Станом на 1 січня 2009 населення району становило 135 798 осіб.